# Friula wallacei
Friula wallacei là một loài nhện trong họ Araneidae.
Loài này thuộc chi Friula. Friula wallacei được Octavius Pickard-Cambridge miêu tả năm 1896.